# Clownseczeem
Clownseczeem of dermatitis perioralis is een algemeen voorkomende huidaandoening rond de mond die gepaard gaat met rode, jeukende plekken van enkele millimeters groot. De direct aan het lippenrood grenzende huid is vaak niet aangedaan. Soms geven de afwijkingen een brandende of stekende pijn. Vaak vertoont de huid ook enige schilfering. Behalve rond de mond komen de afwijkingen ook voor aan weerszijden van de neus en rond de ogen.
Vooral mensen met een vet huidtype hebben een grotere kans op het ontwikkelen van clownseczeem, vooral als er regelmatig cosmetica op de gezichtshuid worden gebruikt. Vrouwen hebben vaker last van clownseczeem dan mannen. De klachten kunnen worden uitgelokt door het smeren van cosmetica in het gebied rond de mond, zoals dag- en nachtcremes. Afsluiten van de poriën in de huid speelt hierbij een rol. 
Er is een duidelijke relatie tussen het smeren van hormooncremes in het gelaat en het ontstaan van clownseczeem. Wanneer de arts de verschijnselen van clownseczeem bij vergissing aanziet voor 'gewoon' eczeem en hiervoor nog sterker hormooncremes voorschrijft, kunnen de klachten verder verergeren.